# Михайлишин-Д'Авіньйон Тетяна
Тетя́на Михайли́шин-Д'Авіньйо́н — фотограф, журналістка, художниця, авторка чималої кількости праць, видавець, освітянка, Фулбрайтська стипендистка, мандрівниця, громадська активістка, скавтірґ, мешканка Бостона, Києва та Львова.

## Біографічні відомості
Таня народилася 2 квітня 1942 року в окупованому нацистами Львові під час Другої світової війни. Її батьки Семен і Софія (з Мулькевичів) Михайлишини в 1944 залишили Західну Україну у зв'язку з наближенням Червоної армії. На якийсь час зупинилися в Німеччині, після чого переїхали до Сполучених Штатів та поселилися у штаті Мериленд на фармі коло Анаполіс, а з часом переїхали до Балтимору, де вся родина відігравала активну роль у житті місцевої української громади.
Таня одержала бакалавр з Коледжу Мерилендського художнього інституту, а відтак закінчила відділ соціології і психології Університету Джонса Гопкінса з дипломом магістра. Кілька років працювала у відділі соціальної допомоги Мерилендського департаменту послуг для молоді, а також допомагала своєму батькові, який став головою Української кредитної спілки у Балтиморі.
Після одруження з капітаном Американської армії Джозефом Д'Авіньйоном, Таня переїхала до Бостону, де її чоловік навчався на юридичному факультеті Гарвардського університету.
Кінець кінцем подружжя вирішило залишитися в районі метрополітального Бостону, де її чоловік розпочав кар'єру юриста.
У Д'Авіньйонів народилося двоє дітей Лариса і Марко.

## Громадська діяльність
Водночас Таня працювала в українській громаді. Була директором Рідної школи при місцевій Українській католицькій церкві, очолювала організацію «Пласт» у Бостоні, була активною в Союзі Українок, великою прихильницею і фотографом Українського наукового інституту Гарвардського університету.
Була членом Українсько-американського комітету метрополітального Бостону для відзначення 200-ліття Сполучених Штатів та одним із засновників Асоціації українсько-американських професіоналів Бостону.

## Подорожі в Україну
У 1964 році подорожуючи Європою Д'Авіньйон вирішила відвідати країну свого походження.
Вона однією з перших американок отримала візу для самостійного подорожування по Радянській Україні. Незабаром після того вона працювала провідником у кількох українсько-американських подорожніх агентствах. Від 1986 до 1993 працювала з журналістом Нешонал Джиогрефик Меґазін по Україні
Тетяна Д'Авіньйон була першою жінкою-чужземкою, яку уряд тодішньої Радянської України запросив з виставкою своїх праць до Києва у 1989 р. Через рік її було визнано видатною випускницею Коледжу Мерилендського художнього інституту.

## Таня Д'Авіньйон та фотографія
Перший свій фотоапарат Тетяна отримала, коли їй було 11 років, і яка з того часу творить власну хроніку про світ та людей, зокрема українців.
Увесь той час Д'Авіньйон удосконалювала своє фотографічне мистецтво, навчаючись на всіх можливих курсах.
Крім фотографування чисто особистих і сімейних, а також інших важливих подій, вона фотографувала різні заходи у громаді та в Гарвардському університеті, і була незалежним фотографом щотижневої газети Бостонської архієпархії «Pilot», яка виходила тиражем у понад 150 тис. примірників.
Д'Авіньйон створила свій власний стиль фотографування, що зосереджується на людях та на їхньому виразі обличчя під час розповіді.

### Фотодіяльність
Починаючи з 1998 р., Д'Авіньйон почала публікувати ряд щорічних календарів з фотографіями з різних районів України.
Таня отримала стипендію програми Фулбрайта для фотодосліджень впливу на українських жінок переходу від комуністичної системи Радянської України до незалежної державності. З цією метою вона відвідала всі області України, включно з Кримом, а останнім часом розпочала фотографувати українок, які працюють поза Україною, зокрема в Італії.
Сотні фотографій з'явилися у різних виданнях і фотографічних збірках. «Світова енциклопедія» опублікувала її книжку «Різдво в Україні» (1997 р.), в 1998 вийшов фотоальбом Просто Україна, а видавництво «Альтернативи» — «Все про Київ» (2001 р.) також опублікували її роботи.
Вона також фотографувала провідних жінок в Україні, включно з дружинами трьох президентів держави.

## Фотовиставки
Працю Д'Авіньйон прихильно прийнято на національному і міжнародному форумах. Виставки її фототворів відбулися у Києві, Львові, Тернополі, Івано-Франківську, Тисмениці, Рівному, Чернігові, Чернівцях, Одесі, Сімферополі, Миколаєві та Полтаві в Україні, а також в Нью-Йорку, Балтиморі, Вашингтоні, Детройті, Чикаго, Торонто, Монреалі, Кракові, Мінську (Білорусь) і Пряшеві (Словаччина). Виставку фотографій з Помаранчевої революції було влаштовано неподалік її дому у Бостонському коледжі.

## Нагороди й визнання
Її прізвище можна знайти в «Енциклопедії художників» у 1997 р. Два роки пізніше Тані присуджено нагороду за фотоальбом «Simply Ukraine — Просто Україна» і вона стала півфіналістом престижної Шевченківської премії з журналістики.

## Думки
| „Я справді думаю, що бажання стати фотографом я перейняла від своєї матері. У неї був свій фотоапарат і вона надавала великого значення відвідинам сіл та фотографуванню цікавих людей і подій, хоча в той час не було прийнято, щоб жінка цим займалася“. |
| „Я вважаю, що кожна людина і місце — унікальні, що в усьому своєрідна краса, і що всі речі у світі постійно змінюються. Мої знімки природні, в них нема пози, вони передають реальний світ людського існування. Це правда, що очі — це вікно людської душі“. |